# جيمس دبليو. مارشال
جيمس دبليو. مارشال (بالإنجليزية: James W. Marshall)‏ هو نجار أمريكي، ولد في 8 أكتوبر 1810 في Hopewell Township, Mercer County, New Jersey ‏ في الولايات المتحدة، وتوفي في 10 أغسطس 1885 في Kelsey, California ‏ في الولايات المتحدة.

## وصلات خارجية
- جيمس دبليو. مارشال على موقع إن إن دي بي (الإنجليزية)